# Cygnet River (Swan River)
Der Cygnet River ist ein Fluss im Osten des australischen Bundesstaates Tasmanien.

## Geografie

### Flusslauf
Der fast 27 Kilometer lange Fluss entspringt in der Cygnet River Forest Reserve, rund 81 Kilometer südöstlich von Launceston. Kurz nach seiner Quelle stürzt er über die Meetus Falls. Von dort fließt der Cygnet River zunächst nach Osten bis zur Ostgrenze des staatlichen Schutzgebietes und wendet seinen Lauf dann nach Südosten. Etwa drei Kilometer südlich von Cranbrook mündet er in den Swan River.

### Nebenflüsse mit Mündungshöhen
- Cygnet Creek – 219 m
- Brushy River – 44 m[1]